# Suna Kan
Suna Kan (Adana, 21 d'octubre de 1936) és una violinista turca.
Ha estudiat al Conservatori de Paris amb Gabriel Bouillon. Juntament amb İdil Biret han estat les primeres dues artistes joves per les quals s'ha legislat la llei 6660, coneguda com a "Llei dels nens prolífics", per la Gran Assemblea Nacional de Turquia a 1948. Des de 1971 és Artista de l'Estat (turc: Devlet Sanatçısı) la distinció màxima de Turquia pels artistes.